# Букин, Виктор Валерьевич
Виктор Валерьевич Букин (род. 24 октября 1964, Верховье, Орловская область) — российский государственный деятель. Глава городского поселения Сергиев Посад (18 мая 2014 — декабрь 2015).

## Биография

### Образование
- 1971 — 1981 гг. — общеобразовательная школа № 2, пос. Верховье, Орловская область.
- 1982 — 1988 гг. — МВТУ им. Баумана, Москва. Специальность: «Оптико-электронные приборы»; квалификация «инженер-механик».
- 2007 — 2011 гг. — Российская академия государственной службы при Президенте РФ, г. Москва. Специальность: «Государственное и муниципальное управление».

### Карьера
- 1988 — 1989 гг. — младший научный сотрудник физико-технического института войсковой части № 51105, г. Загорск.
- 1989 — 1997 гг. — заместитель начальника отдела технического обеспечения в войсковой части № 51105, г. Сергиев Посад. Закончил службу в звании майора.
- 1998 — 2007 гг. — финансовый директор ООО «РБС», г. Москва.
- 2007 — 2009 гг. — помощник главы города Сергиев Посад.
- 2009 — 2011 гг. — заместитель главы города Сергиев Посад.
- 2011 — 2014 гг. — помощник наместника Свято-Троицкой Сергиевой Лавры по экономическому развитию.
- 18 мая 2014 года одержал победу на выборах главы города Сергиев Посад, заменив на этом посту Василия Гончарова.
- В июле 2015 года против Виктора Букина было возбуждено уголовное дело по ч. 6 ст. 290 УК РФ («Получение взятки с вымогательством в особо крупном размере»).
- В декабре 2015 года по его письменному обращению совет депутатов городского поселения удовлетворил его просьбу о досрочном сложении полномочий.
- 30 декабря 2015 года был задержан в городе Нови-Сад (Сербия), где проживал постоянно, по подозрению в финансовых преступлениях на территории России[1].

### Семья
Женат, двое детей — сын (Максимка Букин) и дочь (Дарья Букина).